# Корохоткино
Корохоткино — деревня в Смоленском районе Смоленской области России. С 30 декабря 2004 по 10 июня 2024 входила в состав Корохоткинского сельского поселения. Население — 115 жителей (2012 год).
Расположена в западной части области в 3 км к северу от Смоленска, в 3 км южнее автодороги М1 «Беларусь», на берегу реки Вязовенька. В 5 км южнее деревни расположена железнодорожная станция Смоленск на линии Москва — Минск.

## История
В годы Великой Отечественной войны деревня была оккупирована гитлеровскими войсками в июле 1941 года, освобождена в сентябре 1943 года.

## Достопримечательности
- Церковь Воскрешения Лазаря (1772 год). Заброшена, находится в руинированном состоянии[5][6].